# Yponomeuta irrorella
Espèce
Yponomeuta irrorella ou Yponomeuta irrorellus, décrit par Hübner en 1796, est l'un des nombreux petits papillons de nuit de la famille des Yponomeutoidea, appartenant au groupe des teignes.
Il ne mesure qu'un cm environ et son envergure ne dépasse pas 19 à 25 mm.
Son comportement est localement et temporairement invasif ; sa plante hôte, la seule que sa chenille puisse consommer est le fusain.
La chenille grégaire peut, en groupe de milliers d'individus - en quelques semaines - totalement défolier voire écorcer les branchettes (de l'année) du fusain qu'elle attaque.
C'est une des 3 espèces d'Yponomeute dont la chenille est susceptible de se développer sur le fusain (Euonymus europaeus) en tissant des toiles de soie servant de nid collectif, qui peuvent recouvrir toute leur plante-hôte et parfois s'étendre aussi sur les herbacées ou branches voisines, sans que celles-ci ne soient cependant consommées.
Les arbustes défoliés en avril-mai se régénèrent la plupart du temps, avec apparition de nouvelles feuilles (dès mai ou début juin en Europe de l'Ouest).
Les chenilles « fileuses » sont grégaires et aisément repérables au fait qu'elles tissent des toiles de soie qui constituent un nid collectif et où s'accumulent leurs excréments.
Les oiseaux ne semblent pas attaquer les espèces de ce genre (toxicité ? effet de la toile, odeur ou goût repoussant ?).

## Description
Ce papillon, comme tous ceux du genre Yponomeuta a une longueur d'environ 10 mm et une envergure ne dépassant pas 25 mm. Il évoque une mite aux ailes blanches ponctuées de noir (les Anglais le classent parmi les « mites-hermines »). L'imago (papillon adulte) se distingue facilement des autres Ypomoneutes par une très grosse macule noire, au contour plus ou moins net, au milieu des ailes antérieures. Les ailes postérieures sont comme chez les autres ypomoneutes grisâtres (virant parfois au brun dans les boites de collection) et nettement frangées.
La chenille est jaune paille au premier stade, ornée de points noirs sur les flancs et à son maximum de développement mesure de 18 à 20 mm de long. Le corps est garni de poils si fins qu'ils sont invisibles à l'œil nu. Cette chenille tisse des toiles et peut se laisser descendre au sol suspendue au fil de soie qu'elle sécrète.

### Comparaison morphologique avec d'autres espèces du genreYponomeuta
Yponomeuta irrorella peut être confondue avec les espèces suivantes :
- Yponomeuta plumbellus (Denis & Shiffermüller 1775) ou hyponomeute du fusain ou Hyponomeute plombée qui est une espèce proche, à la biologie assez semblable, mais qui se distingue par 3 rangées de points noirs et une grosse macule (tache noire) dans le tiers basal de l'aile antérieure ;
- Yponomeuta malinella qui est une espèce proche, à la biologie assez semblable ;
- Yponomeuta mahalebella (imago plus grand que ceux des autres yponomeutes, généralement + de 25 mm d'envergure). Plante hôte : Prunus mahalebella ;
- Yponomeuta evonymella[1] (Linnaeus 1758) ou « yponomeute du putiet » dont les chenilles caractérisées par 5 rangées de points noirs se développent souvent sur le merisier à grappes ou plus rarement sur d'autres espèces de prunus qu'elles tapissent d'un épais voile soyeux blanchâtre ;
- Yponomeuta padella (Linnaeus 1758) ou  « Hyponomeute du cerisier » dont les chenilles se développent sur le prunellier (prunus spinosa), l'aubépine (crataegus monogyna) et le sorbier des oiseleurs (sorbus aucuparia). Les nids de toile de padella sont translucides et moins voyants que ceux d'evonymella[2] ;
- Yponomeuta rorrella (Hübner 1796) qui vivent sur le saule (blanc ou gris), et qui est caractérisé par une petite tache noire en bout d'aile ;
- Yponomeuta malinellus (Zeller 1838) ou « hyponomeute du pommier » ou « teigne du pommier » sur pommier ou du prunier, aux cils terminaux légèrement gris ;
- Yponomeuta sedella (Treitschke, 1832) : « Hyponomeute de l'Orpin » à la couleur crème-clair et sans points aux extrémités des ailes, dont la chenille mange des orpins (Sedum telephium surtout).

La chenille ne doit pas non plus être confondue avec celle de la petite tortue qui est également grégaire après être sortie de l'œuf et dont les couleurs peuvent évoquer celle des Yponomeuta.

## Cycle de vie
Les œufs, très petits sont pondus par la femelle en automne sur des rameaux et branches. La femelle les recouvre d'une sécrétion collante qui les rend difficiles à distinguer. Les œufs éclosent en libérant une minuscule chenille. Les chenilles se rassemblent et au fur et à mesure qu'elles grandissent, tissent des toiles qui peuvent finir par englober tout un arbre et l'environnement périphérique (herbes, buissons voisins ou objets artificiels proches). Les toiles, assez solides, jouent le rôle d'un nid collectif.
La larve forme ensuite une pupe ou chrysalide. Les adultes (imago) commencent à apparaître début juillet et restent visibles jusqu'au mois d'août. De nuit, ils sont attirés par certains types de lampes.
Une seule génération est produite par an.

## Invasion
Souvent les phénomènes "invasifs" sont très locaux et se déroulent sur deux ans. La première année, une faible partie des buissons est touchée, et l'année suivante, les mêmes buissons peuvent être totalement défoliés. Une haie peut par exemple sur une partie de sa section être totalement entourée de toiles sur quelques mètres de longueur.

## Lutte biologique
Elle consiste par la lutte intégrée et l'agriculture biologique à encourager les prédateurs ou parasitoïdes de cette espèce. Ageniaspis fuscicollis a par exemple été importé dans les années 1980 pour contrôler ces espèces.
En Europe, il existe plusieurs parasitoïdes parasitant ces espèces, des hyménoptères (petites guêpes), mais aussi des diptères (mouches). Dans les systèmes où la biodiversité est conservée, les phénomènes locaux d'invasion de ce type s'éteignent généralement d'eux-mêmes après deux ou 3 ans.

## Synonyme
- Tinea irrorella Hübner, 1796

### Première publication
J Hübner, Sammlung europäischer Schmetterlinge, 8: 44, TL: pl. 14, fig. 93; (1796)